# Fennville
Fennville is een plaats (city) in de Amerikaanse staat Michigan, en valt bestuurlijk gezien onder Allegan County.

## Demografie
Bij de volkstelling in 2000 werd het aantal inwoners vastgesteld op 1459.
In 2006 is het aantal inwoners door het United States Census Bureau geschat op 1431, een daling van 28 (-1.9%).

## Geografie
Volgens het United States Census Bureau beslaat de plaats een oppervlakte van
2,8 km², waarvan 2,7 km² land en 0,1 km² water. Fennville ligt op ongeveer 203 m boven zeeniveau.

## Plaatsen in de nabije omgeving
De onderstaande figuur toont nabijgelegen plaatsen in een straal van 24 km rond Fennville.